# Ngaba
Pour les articles homonymes, voir Ngaba (homonymie).
Ngaba est une commune du sud de la ville de Kinshasa en république démocratique du Congo. Elle est l'une des nouveaux lieux de peuplement, située dans la zone des collines au sud de la cité (Kalamu et Kasa-Vubu).
La commune urbaine de NGABA est l’une des 24 communes de la ville de Kinshasa, créer par l’arrêté ministériel n°68-026 du 30 mars 1968 portant création et dénomination de la nouvelle commune de la ville de Kinshasa, cet acte juridique a été complété par l’arrêté ministériel n°69-0042 du 23 janvier 1969, déterminant pour la ville de Kinshasa, le nombre, les dénominations et les limites de communes urbaines.
Il sied de signaler que cette commune anciennement fut appelée zone révolutionnaire, elle tire son origine du nom du grand chef TEKE HUMBU qui s’appelait « NGABA ».
La commune a une seule équipe de football FC NDIANG SPORT, équipe chère du président HERVÉ NDIANG.
 Quartiers de Ngaba : Mukulua,Luyi, Mpila, Baobab, Bulambemba et Mateba.
Le quartier Mukulua est l'un des plus anciens quartiers de Ngaba. Quartier Mukulua est délimité par l'avenue Kianza au Nord, l'avenue Kanioka au Sud, l'avenue Frigo à l'ouest, et à l'Est avec la commune de lemba. 
- Le quartier Mukulua a comme avenues :

1. Kianza
2. Shaba
3. Zongo
4. Bukanga
5. Masi-manimba
6. Feshi
7. Lobo
8. Mbandaka
9. Mawanga
10. Zaba
11. Kimbala
12. Kipasi
13. Kahemba
14. Panzi
15. Kanioka

- Quartier Bulambemba: l'un de quartier le plus calme et doux de Ngaba, le quartier où réside Bkrys,Jeno ( Christian Buana wa Lufika,Jenovic Mande) précisément sur l'avenue Munene et Pelabord (Jonathan Pelasimba).

Bukanga est la plus ancienne avenue de Ngaba. La création de Ngaba a commencé sur cette avenue. La première personne habitant sur cette avenue était Kasaka Casmir surnommé, Province, simplement parce qu'il était le premier sur le terrain.

## Administration
| \| Les 4 districts et les 24 communes de Kinshasa \| \| v · d · m \| |                    |           |
| District de la Lukunga District de la Funa District du Mont-Amba District de la Tshangu Brazzaville Fleuve Congo Pool Malebo M’Bamou Baie de Ngaliema Gombe Barumbu Kin. Ling. K.-V. Ng.-Ng. Kal. Banda- lungwa Kintambo Ngaliema Selembao Bumbu Makala Ngaba Lemba Limete Matete Kisenso Masina Ndjili Kimbanseke Nsele Mont-Ngafula Nsele Maluku |                    |           |
| abréviations : Kinshasa (Kin.), Kasa-Vubu (K.-V.), Lingwala (Ling.), Ngiri-Ngiri (Ng.-Ng.) |                    |           |
| Les 4 districts et les 24 communes de Kinshasa | Blason de Kinshasa | v · d · m |